# Tchoukotka (brise-glace)
Pour les articles homonymes, voir Tchoukotka (homonymie).
Le Tchoukotka (en russe : Чукотka) est un brise-glace à propulsion nucléaire russe du projet 22220, en construction au chantier naval de la Baltique à Saint-Pétersbourg.

## Contexte
À la fin des années 1980, les instituts de recherche et les bureaux d'études russes ont développé un successeur pour les brise-glaces à propulsion nucléaire de classe Arktika des années 1970, dans le cadre d’un programme plus large de renouvellement de la flotte de brise-glaces initié peu après la dissolution de l'Union soviétique. Le nouveau brise-glace de 60 mégawatts avait reçu la désignation « LK-60Ya » (en russe : ЛК-60Я) venant du mot russe pour « brise-glace » (russe : ледокол, romanisé en ledokol), de sa puissance de propulsion (60 mégawatts) et de la première lettre du mot russe pour « nucléaire » (en russe : ядерное, romanisé : yadernoye). Il serait doté d’une fonctionnalité dite « à double tirant d'eau » qui permettrait au navire d’opérer dans les zones côtières peu profondes après déballastage. Bien que les plans préliminaires aient été développés près de deux décennies plus tôt, la conception du LK-60Ya a été finalisée en 2009 en tant que projet 22220 par le Bureau central d’études « Iceberg » et la construction du premier navire a été attribuée en août 2012 au chantier naval de la Baltique, basé à Saint-Pétersbourg. Trois contrats supplémentaires en mai 2014, août 2019 et février 2023 ont porté à sept le nombre de brise-glaces du Projet 22220 en construction ou en commande,,.

## Conception
Le Tchoukotka mesure 173,3 mètres et a une largeur maximale de 34 mètres. Conçu pour fonctionner dans les estuaires peu profonds de l’Arctique ainsi que le long de la route maritime du Nord, le tirant d'eau du navire peut varier entre environ 9 et 10,5 mètres en remplissant d’eau et en vidangeant les ballasts, ce qui correspond à un déplacement compris entre 25540 et 33530 tonnes,,.
Le Tchoukotka a un groupe motopropulseur nucléaire-turbo-électrique. La centrale nucléaire se compose de deux réacteurs à eau pressurisée RITM-200 de 175 MWt alimentés par de l’uranium 235 enrichi à 20 % et de deux turbogénérateurs de 36 MWe,,. Le système de propulsion suit le modèle classique des brise-glaces polaires avec trois hélices quadripales de 6,2 mètres de diamètre, entraînées par des moteurs électriques de 20 mégawatts (27000 ch),. Avec une puissance de propulsion totale de 60 mégawatts (80000 ch), le Tchoukotka est conçu pour être capable de briser une glace plate de 2,8 mètres d’épaisseur à une vitesse continue de 1,5 à 2 nœuds (2,8 à 3,7 km/h) à pleine puissance lorsqu’il opère en eau profonde à son tirant d’eau de conception.

## Construction
Le 23 août 2019, FSUE Atomflot a signé avec le chantier naval de la Baltique un contrat d’une valeur de plus de 100 milliards de roubles (environ 1,5 milliard de dollars) pour la construction de deux brise-glaces supplémentaires du projet 22220. Comme auparavant, le chantier naval basé à Saint-Pétersbourg était le seul soumissionnaire pour la construction des brise-glaces à propulsion nucléaire.
La quille du cinquième brise-glace du projet 22220 a été posée le 16 décembre 2020 et la coque a été mise à l’eau le 6 novembre 2024,. Le navire, nommé Tchoukotka (en russe : Чукотka) d’après le district autonome de Tchoukotka, devrait être livré d’ici décembre 2026.